# ホーカー 400
ビーチクラフト・ビーチジェット400
ホーカー 400
ビーチジェット400A
- 用途：多用途機
- 分類：ビジネスジェット
- 製造者：レイセオン・エアクラフト・カンパニー（現ホーカー・ビーチクラフト）
- 初飛行：1977年8月29日（MU-300）
- 生産数：700機以上
- 運用状況：現役

ホーカー400 (Hawker 400) はアメリカ合衆国の航空機メーカー、ホーカー・ビーチクラフト社の双発エンジンの小型ビジネスジェット機。

## 概要
レイセオン傘下となっていた「ビーチ・エアクラフト社」が三菱MU-300「ダイヤモンド」の販売権（後に製造権も）を買収。名称はビーチクラフト・ビーチジェット400 (BEECHJET 400) と、ビーチクラフト自身のモデルとして製造され、1985年5月に連邦航空局 (FAA) の型式証明を取得した。1994年のレイセオン・エアクラフト・カンパニー設立以降ホーカー 400と名称を変えホーカー・ビジネスジェットのシリーズとして販売されている。
開発された当時は、P&WC JT15Dを装備する小型ビジネスジェット機はセスナ社製サイテーションと本機のみであった。
サイテーション 500との比較においては、より広いキャビンを持ち、速度性能で上回った。それを可能にしたのが、フルスパンに及ぶフラップとエルロンの代わりを果たすフライトスポイラーという特徴的な主翼構造である。限られたエンジン出力から速度性能を引き出す為の高翼面荷重の設定は、三菱にとって前作にあたるMU-2双発ターボプロップビジネス機の経験と設計思想を引き継いでいるものと思われる。
風防キャノピーは、円柱の一部を切り取ったような形状の特徴的なフレームワークとなっている。

## 買収の経緯

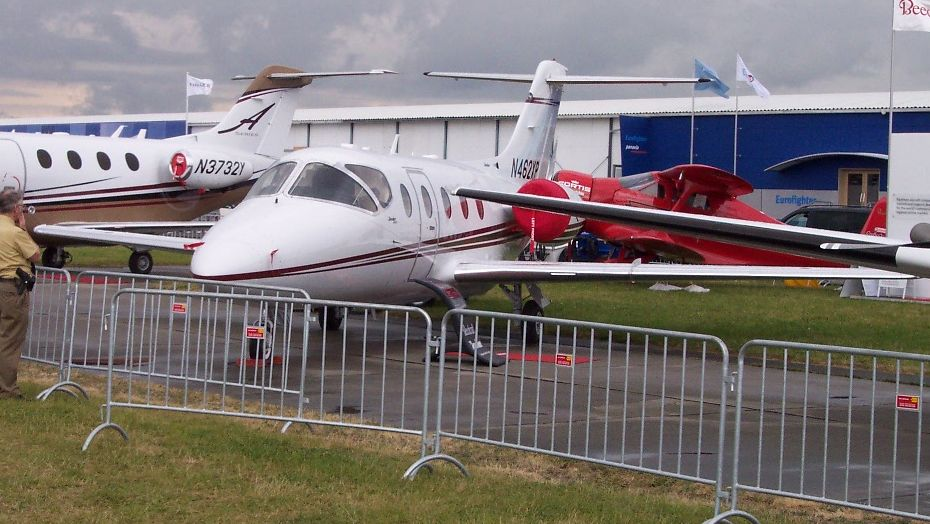
ホーカー 400XP

ビーチ・エアクラフト社は、航空不況や競争の激化によって膨大な赤字に苦しんだ挙句に、巨大防衛産業であるレイセオン社に買収され、経営の立て直しを図っている中であった。しかし、自社の商品はプロペラ機のみで、高速のジェット機需要が高まる中で出遅れていた。そのころ、日本の三菱重工業の米国法人である三菱アメリカ・インダストリー（MAI）は、MU-300「ダイヤモンド」ビジネスジェット機の販売に行き詰っており、米国航空機メーカーの販売網に乗せてもらうことを希望していた。ビーチにとっては、製品にジェット機が増えることは非常に望ましく、両者の利害は一致した。
提携後にMU-300を全てBEECHJET 400（ビーチジェット400）の名で販売することとした。また、販売済みのMU-2とMU-300のアフターサービスもビーチが引き受けることとして、MAIの業務をほとんど引き継いだ。MAIは段階的に業務をビーチへ移管、テキサス州サンアンジェロの自社工場も閉鎖し、1986年に米国営業から完全に撤退した。ビーチは日本から送られる機体に、独自の内装を施して販売し、また過去にMAIが販売したMU-300も全てビーチジェット400として統一した。
その後もビーチは三菱に機体の生産を発注していたが、円高によって日本から輸入する製品が高額となり、ビーチジェットの価格が下げられなくなった。このため、ビーチはMU-300の全ての生産・販売権を要求し、遂に利益があげられなかった三菱は、1988年2月に設計を含めた生産過程全てをビーチに売り渡す契約に合意、同年に日本国内での販売も終了した。
なお三菱重工では社用機として利用し、機体の整備も子会社で行っている。

## 発展

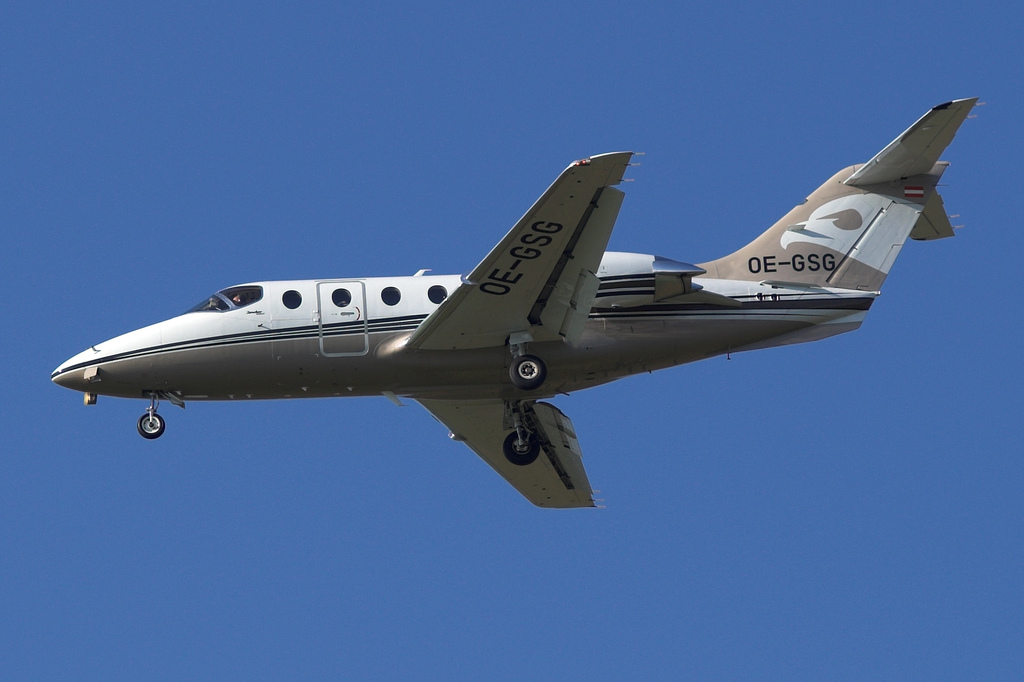
ホーカー400XP

レイセオンは1990年に、セスナ 550 サイテーションIIに対抗するストレッチタイプ（胴長）400Aを発表した。400Aは航続距離や搭載可能重量がいずれも向上し、操縦室も改善された。内装も変更されて、より高級な機体となった。アメリカ空軍はこれに目をつけ、400Aをベースにした空軍の大型航空機（空中給油機や戦略輸送機）用練習機400TをT-1A ジェイホークとして採用、1992年から1997年にかけて配備された。空軍の採用によって話題となり、1990年代には日本が不況に喘ぐ一方、アメリカの空前の好景気に支えられて売上を伸ばした。
レイセオンは1993年に、ブリティッシュ・エアロスペース（BAe、現BAEシステムズ）社からホーカー・ビジネスジェットの生産ラインを購入。ホーカーと「ビーチ・エアクラフト・コーポレーション(ビーチクラフト)」が統合されレイセオン・エアクラフト・カンパニーとなった時点で、ビーチジェット400はホーカーのラインに組み込まれ、「ホーカー400」 (Hawker 400) に改称された。最新型は「ホーカー400XP」である。なお、レイセオンは2007年にビジネスジェット部門を売却し、以降はホーカー・ビーチクラフト・コーポレーションが生産・販売している。
2000年までに400型が64機、400A型が303機を売り上げている。

## 仕様（ビーチジェット400A）
- 定員 - 乗員2、乗客7-9
- 全長 - 14.76 m
- 全幅 - 13.26 m
- 全高 - 4.24 m
- 自重 -　4,558 kg
- 最大離陸重量 - 7,303 kg
- エンジン - P&WC JT15D-5F ×2
- 出力 - 1,320kg×2
- 最大速度 - 956km/h=M0.78
- 航続距離 - 3,140km

## 派生型

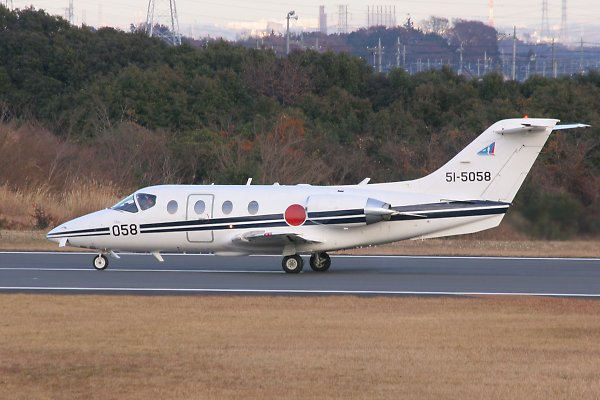
航空自衛隊のT-400

- MU-300 - 初期生産型。エンジンはJT15D-4。海外では「ダイヤモンド I」。
- ダイヤモンド I A - 高温・高標高地域用にスロットル・プッシュ等の小改造を加えたもの。海外販売のみ。
- ダイヤモンド II - エンジンをJT15D-5に変更し、航続距離・最大速度を向上させたもの。海外販売のみ。
- ビーチジェット400 - ビーチクラフト社での「ダイヤモンド II」の呼称。
- ビーチジェット400A - 胴体を延長し搭載量を向上させたもの。
- ビーチジェット400T - ビーチジェット400Aをベースにした練習機型。軍事訓練用に装備を改修してある。アメリカ空軍がT-1A、航空自衛隊がT-400として採用。
- ホーカー 400XP - 最新型。